# Чечина (коммуна)
Че́чина (итал. Cecina) — коммуна в провинции Ливорно в итальянском регионе Тоскана.
Покровитель города — святой Иосиф Обручник, память 19 марта.

## Географическое положение
Чечина находится в 40 км южнее Ливорно на побережье Тирренского моря, на севере Мареммы. В северной части коммуны в море впадает одноимённая река. Чечина состоит из двух городских районов: непосредственно города, в нескольких километрах от побережья, и курорта Чечина-Маре (Марина-ди-Чечина) на берегу моря. К коммуне относятся также два небольших посёлка Сан-Пьетро-ин-Палацци и Сан-Винченцино.
Чечина граничит с коммунами Биббона, Казале-Мариттимо, Кастеллина-Мариттима, Гуардисталло, Монтескудайо, Рипарбелла и Розиньяно-Мариттимо.

## История
Территория коммуны у впадения в море реки Чечина была заселена ещё во времена этрусков и была связующим пунктом между Вольтеррой и Популонией.
Во времена Древнего Рима здесь находилась вилла сенатора Альбинуса Чечины, вероятно, являвшаяся сельскохозяйственным центром данной местности. С падением Римской империи и разорением римских владений прибрежные территории Мареммы постепенно заболачивались и в XI веке после распространения здесь малярии стали полностью необитаемы. Чечина принадлежала сначала графу Герардеска, а с 1121 года — епископам Пизы, её упоминал Данте в своей «Божественной комедии».
С XVI века предпринимались первые попытки осушить местность, сначала по инициативе великих герцогов Тосканы Козимо I и Фердинанда I, а затем маркграфа Карло Джинори, но только в середине XIX века мелиорационные работы великого герцога Леопольда II увенчались успехом. Территория была быстро обжита, появились дороги и железная дорога.
Официально город Чечина был основан в 1852 году, но после Второй мировой войны городок, бывший торговым центром, был сильно разрушен и заново отстроен в послевоенные годы. Теперь это популярный курорт.
Курорт Чечина-Маре имеет широкую набережную и песчаный пляж, многочисленные кафе и бары. Пляжи здесь платные, бесплатные находятся южнее вдоль соснового бора. Этот бор, тянущийся параллельно берегу и состоящий из пиний, алеппских сосен и маквиса изначально был посажен для защиты побережья от морских ветров. Он занимает территорию около 15 км от устья реки Чечина до соседней коммуны Биббона и дает летом спасительную прохладу. С 1977 года бор находится под охраной государства.

## Экономика
Чечина — значимый транспортный узел, что в значительной мере обусловило её экономическое развитие, прежде всего, торговли (сельскохозяйственные продукты и техника окрестных коммун) и услуги (туризм). К началу XX века развитие получила также пищевая промышленность, строительные материалы (стекло, кирпич, мрамор, гранит) и с 60-х годов XX века летний туризм.

## Транспорт
Чечина имеет хорошее автомобильное сообщение.

## Достопримечательности и культура
- краеведческий музей
- археологический музей
- церковь святого Джузеппе и Леопольдо, сооруженная по инициативе Леопольда II в 1852 году
- развалины древнеримской виллы (I век до н. э. — V век)

## Города-побратимы
- Гильхинг, ФРГ
- Сагунт, Испания
- Сен-ле-Нобль, Франция

## Знаменитые земляки
- Беттини, Паоло (1974) — бывший шоссейный велогонщик
- Буллери, Массимо (1977) — баскетболист
- Улисси, Диего (1989) — велогонщик
- Фавилли, Элия (1989) — велогонщик